# Bobiatyn
Bobiatyn (ukr. Боб'ятин) – wieś na Ukrainie, w rejonie czerwonogrodzkim obwodu lwowskiego. Wieś liczy około 700 mieszkańców.

## Historia
Według Słownika Geograficznego Królestwa Polskiego (tom I, 1880) wieś liczyła 754 mieszkańców, z czego 593 było grekokatolikami, 148 rzymskimi katolikami, zaś 13 żydami.
W II Rzeczypospolitej do 1934 samodzielna gmina jednostkowa. Następnie należała do zbiorowej wiejskiej gminy Tartaków Miasto w powiecie sokalskim w woj. lwowskim. W związku z poprowadzeniem nowej granicy państwowej na Bugu, wieś wraz z całym obszarem gminy Tartaków Miasto znalazła się w Związku Radzieckim.

## Ludzie
We wsi urodził się Stepan Chmara, ukraiński polityk, długoletni więzień gułagów, deputowany Rady Najwyższej I, II i IV kadencji.